# Beryl Reid
Beryl Reid (ur. 17 czerwca 1919 zm. 13 października 1996) — brytyjska aktorka filmowa i telewizyjna.

## Filmografia
seriale
- 1963: Doktor Who jako Kapitan Briggs
- 1982: Ludzie Smileya jako Connie Sachs
- 1986: Boon jako Pat Goran
- 1994: The Stuart Hall Show

film
- 1954: The Belles of St. Trinian's jako Panna Wilson
- 1968: Zabójstwo siostry George jako June 'George' Buckridge
- 1972: Dr Phibes powraca jako panna Ambrose
- 1973: Bez seksu: jesteśmy Brytyjczykami jako Bertha Hunter
- 1985: Doktor i diabły jako Pani Flynn
- 1992: Pojedynek serc jako Lady Augusta Warlingham

## Nagrody i nominacje
Za rolę Connie Sachs w serialu Ludzie Smileya została uhonorowana nagrodą BAFTA, a za rolę Juny 'George' Buckridge w filmie Zabójstwo siostry George została nominowana do nagrody Złotego Globu.